# St. Blasius (Körbecke)

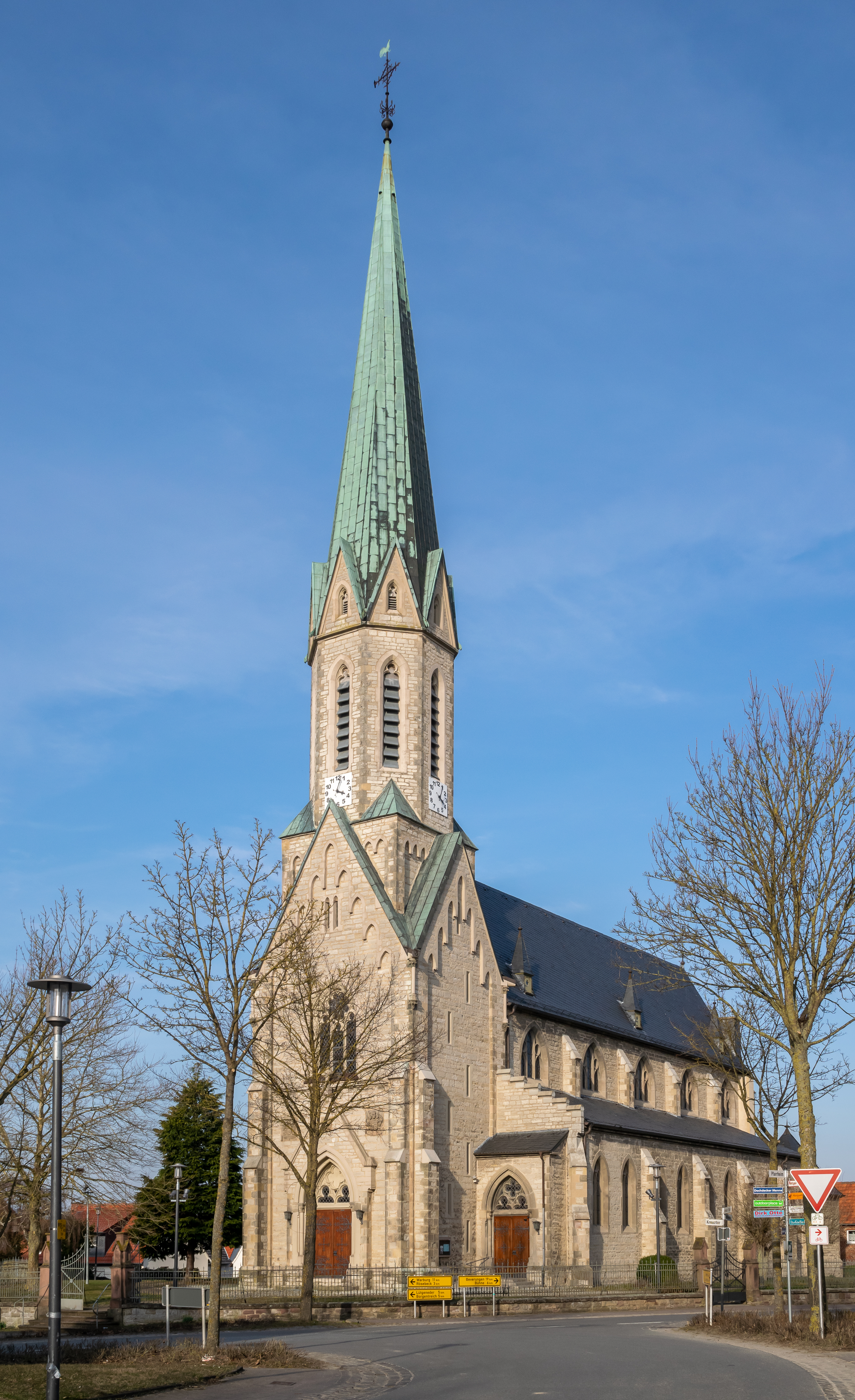
St. Blasius in Körbecke

Die Kirche St. Blasius ist die römisch-katholische Pfarrkirche von Körbecke, einem Ortsteil von Borgentreich im ostwestfälischen Kreis Höxter. Die Kirchengemeinde gehört dem Pastoralverbund Borgentreicher Land im Dekanat Höxter der Erzdiözese Paderborn an.

## Geschichte
Eine dem heiligen Blasius von Sebaste geweihte Kirche, die dem Archidiakonat des Domkantors des Paderborner Doms unterstand, ist erstmals 1337 belegt. Die heutige Kirche wurde von 1898 bis 1901 in neugotischen Formen nach Plänen von Lambert von Fisenne errichtet. Die neunjochige in einen Polygonalchor schließende Basilika besitzt im Westen einen aufwändig gestalteten Turmbau, der über mächtigen Giebeln in ein schlankes, von einem Steilhelm bekröntes Oktogongeschoss übergeht.
Der mit Rundpfeilern ausgestattete und kreuzrippengewölbte Kirchenraum hat seine bauzeitliche Ausstattung der Zeit um 1900 weitgehend bewahrt. Die figürliche Verglasung der Chorfenster mit Auferstehung Jesu Christi, St. Blasius und Christi Himmelfahrt schuf die Düsseldorfer Glasmaleranstalt Gassen & Blaschke.